# The Taxi Dancer
The Taxi Dancer ist ein US-amerikanischer Stummfilm aus dem Jahr 1927 mit Joan Crawford in ihrer ersten Hauptrolle.

## Handlung
Die verarmte Südstaatenschönheit Joslyn Poe kommt nach New York mit der Hoffnung auf eine Karriere als Tänzerin. Die Not zwingt sie schließlich, als weibliche Eintänzerin, eine so genannte „Taxi Dancer“, gegen ein geringes Entgelt mit Kunden in einem billigen Tanzschuppen die Runden auf dem Parkett zu drehen. Sie verliebt sich in den Kartenspieler Lee Rogers, der ihr allzu zudringliche Verehrer vom Leibe hält. Eine große Enttäuschung mit einem vermeintlichen Millionär bringt Joslyn zur Erkenntnis, dass Lee im Grunde ein guter Mann ist.

## Hintergrund
Joan Crawford wurde als Showgirl noch unter ihrem Geburtsnamen Lucille Le Sueur von einem Talentscout entdeckt, der ihr einen siebenmonatigen Filmvertrag mit der neu gegründeten Filmgesellschaft Metro-Goldwyn-Mayer vermittelte. Seit ihrer Ankunft im Januar 1925 hatte sie durch eiserne Disziplin und den Aufbau eines haltbaren Netzwerkes zuerst Statistenrollen ergattert. Innerhalb von wenigen Wochen entdeckten die Studioverantwortlichen ihr Potential und veranlassten die Schauspielerin, den Künstlernamen Joan Crawford anzunehmen.
Eine Nebenrolle an der Seite von Jackie Coogan in Old Clothes verschaffte ihr die Aufmerksamkeit des aufstrebenden Regisseurs Edmund Goulding, der Crawford schließlich für Sally, Irene and Mary engagierte. Der Erfolg des Films verhalf Crawford zu Hauptrollen in wenig anspruchsvollen Filmen wie Paris, die ihr Talent förderten und ihr die Gelegenheit gaben, ihre schauspielerischen Fähigkeiten zu entwickeln. The Taxi Dancer übernimmt wieder Elemente aus Paris und präsentiert Joan Crawford als lebenslustige junge Frau, die gut und gerne tanzt, dabei jedoch stets ihren eigenen hohen moralischen Vorstellungen zu genügen versucht. Joslyn tanzt zwar gegen Geld mit ihren Kunden, ist jedoch über jeden Verdacht von darüber hinausgehenden Vertraulichkeiten erhaben.
Ihr untadeliger moralischer Ruf wird in der Mitte der Handlung durch einen Zwischentitel deutlich hervorgehoben, als der – angebliche – Millionär Joslyn mit Alkohol gefügig machen will.

„Er ist von Joslyns Unschuld überzeugt, als sie eine Cocktail vor dem Abendessen ablehnt.“

Der Film reiht sich ein in eine ganze Serie von filmischen Schilderungen über die Gefahren und Probleme, die junge Frauen zu bewältigen haben, die mit großen Hoffnungen in die Stadt kommen, nur um am Ende desillusioniert unwürdigen Beschäftigungen nachgehen zu müssen. Das Schicksal von weiblichen Eintänzerinnen, sog. Taxi Dancers wurde 1931 erneut unter dem Titel Ten Cents a Dance mit Barbara Stanwyck thematisiert. Die Sängerin Tina Turner schildert in dem Song Private Dancer Mitte der 1980er, wie wenig sich das Berufsbild seit 1927 verändert hatte.
Einige Jahrzehnte später war Joan Crawford nicht mehr sehr angetan von ihrer Leistung, wie sie gegenüber Roy Newquist bekannte:

„Meine einzigen guten Erinnerungen an ‚Taxi Dancer‘ ist die Tatsache, dass ich besser war als der Film. Es war das erste Mal, dass ich es wagte, mich über die Anweisungen des Regisseurs hinweg zu setzen und die Rolle nach meinen eigenen Vorstellungen zu spielen. Und es klappte.“

## Kinoauswertung
Mit Produktionskosten von 143.000 US-Dollar war es ein für MGM-Standards eher unterdurchschnittlich teurer Film. Er spielte in den USA mit einer Summe von 263.000 Dollar eine verhältnismäßig geringe Summe ein. Mit den Auslandseinnahmen von 100.000 Dollar und einem kumulierten Gesamtergebnis von 363.000 US-Dollar entsprach der Wert ziemlich genau dem von Paris. Am Ende konnte das Studio einen Gewinn in Höhe von 67.000 US-Dollar realisieren.

## Kritiken
Die Kritiker waren sehr angetan von Joan Crawford.
James R. Quirk wies auf in Photoplay auf das Potential der Hauptdarstellerin hin und nannte sie, in Anlehnung an Clara Bow, ein It-Girl:

„Joan Crawford […] ist viel besser als das minderwertige Drehbuch. Hier ist ein Mädchen mit einmaliger Schönheit und Talent. Und sie hat mit Sicherheit das gewisse Etwas. Was sie braucht, sind gute Regisseure.“

„Sid“ wies im Branchenblatt Variety auf Attraktionen für alle Generationen hin:

„Und noch ein Südstaatenmädchen, das nach Norden kommt, nur um von den Männern verfolgt zu werden. […] Miss Crawford kann als die wahre Entdeckung dieses Films hervorgehoben werden. Einer dieser Filme, die viel Erfolg in einer Stadt haben werden, nur um im Nachbarort zu floppen. Flapper und ihre Verehrer werden die Geschichte mit Interesse verfolgen, während ältere Herren kein Problem dabei haben, sich auf Miss Crawford und ihre Abfolge von Nachthemden zu konzentrieren.“